# Passiflora saulensis
Passiflora saulensis är en passionsblomsväxtart som beskrevs av Feuillet. Passiflora saulensis ingår i släktet passionsblommor, och familjen passionsblomsväxter. Inga underarter finns listade i Catalogue of Life.